# Скандинавізм

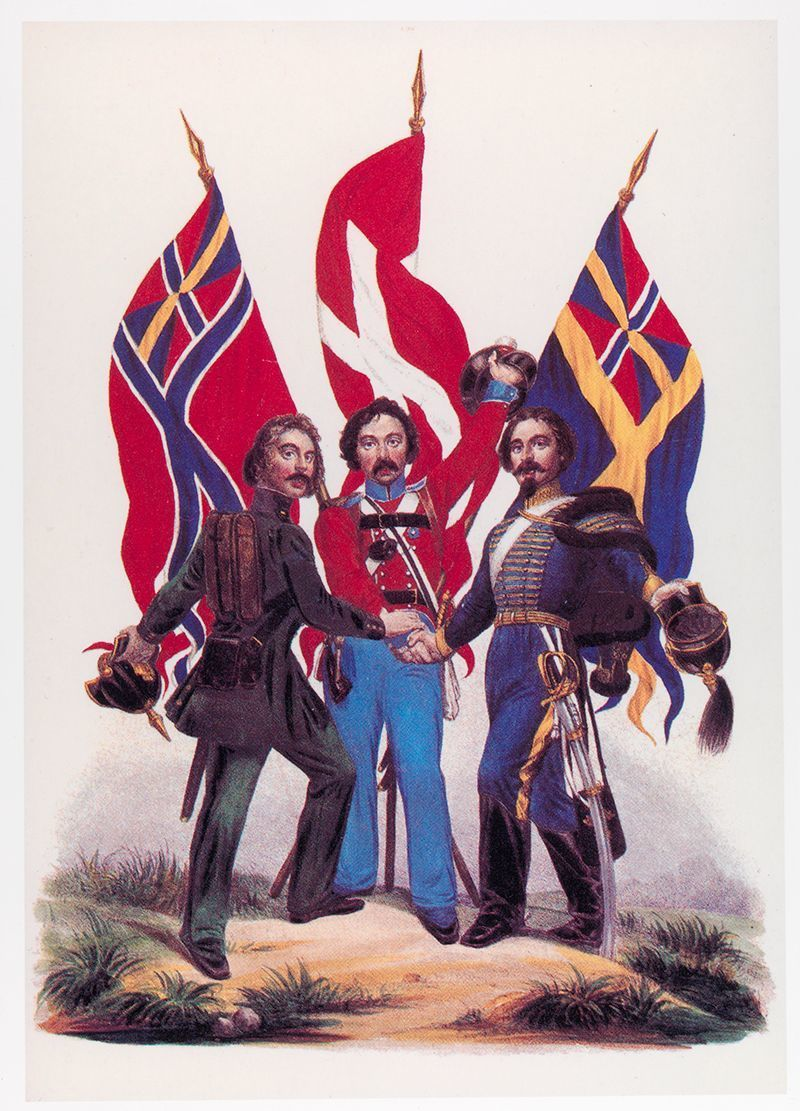
Плакат XIX століття з норвезьким, данським і шведським солдатами, що тиснуть руки

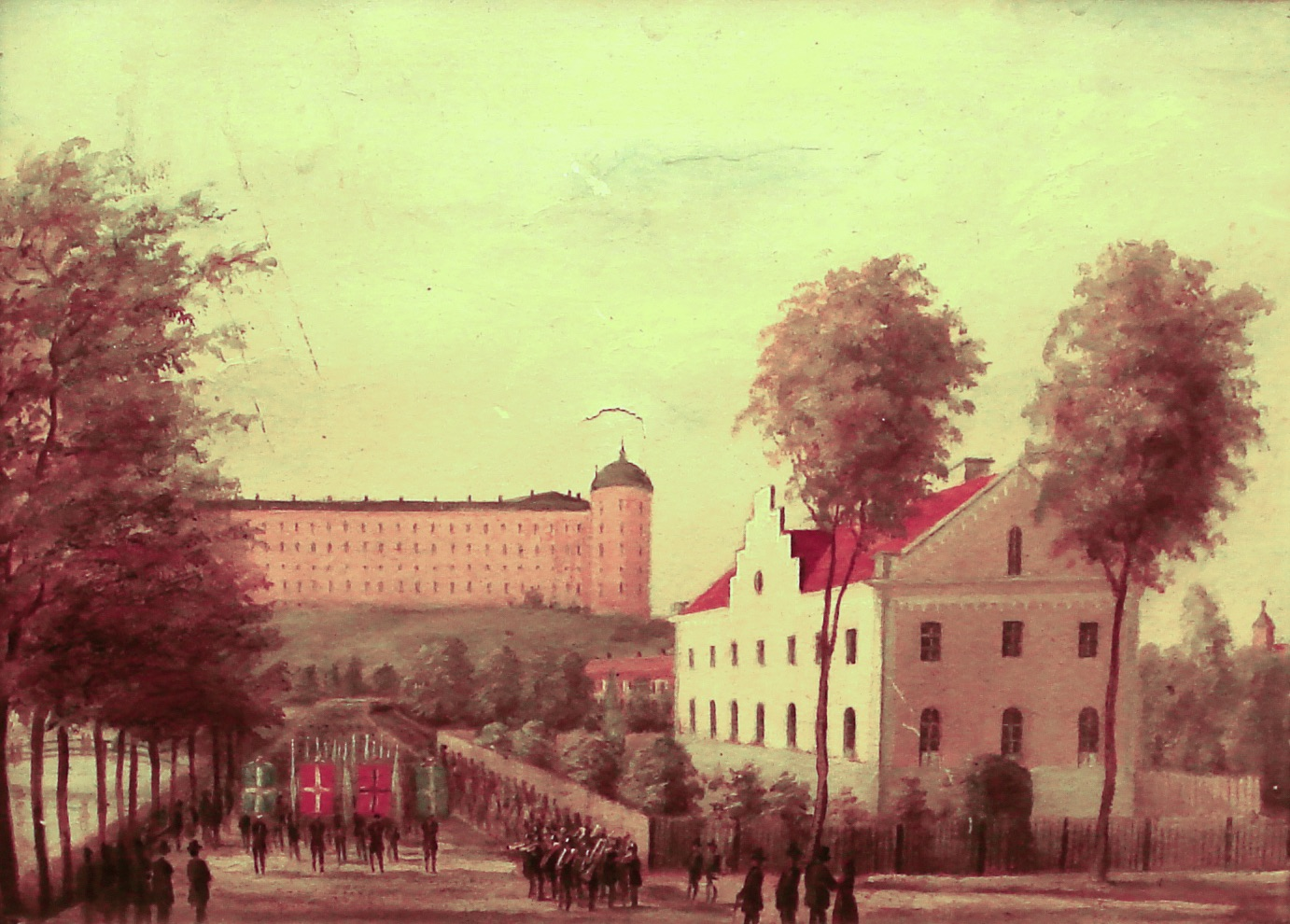
Мітинг скандинавських студентів в Уппсалі, Швеція, 1856.

Скандинавізм,  також Панскандинавізм, Нордизм і Паннордизм, - літературний і політичний рух за всебічне об'єднання скандинавських чи нордичних країн.
Скандинавізм і нордизм є взаємозамінними визначеннями літературного, лінгвістичного і культурного руху, який спрямований на поширення ідеї спільних нордичного минулого, культурної спадщини, скандинавської міфології, одного мовного кореня — давньоскандинавської мови; рух викликав створення спільних періодичних видань і спільнот для підтримки скандинавської літератури і скандинавських мов.  Разом з тим, політичний скандинавізм і політичний нордизм — це два різні політичні рухи, що діяли у різні часи. 

## Політичний скандинавізм
Політичний скандинавізм виник у XIX столітті паралельно з рухами за об'єднання Німеччини й Італії. На відміну від німецького та італійського рухів, скандинавський проєкт побудови спільної держави виявився невдалим і нетривалим. Рух досяг свого піку в середині 19-го століття, коли виступав за ідею Скандинавії як єдиного регіону чи єдиної нації на основі спільної етнічної, мовної, політичної і культурної спадщини скандинавських країн Данії, Норвегії та Швеції. (Ці три країни згадуються як "три брати" у шостій строфі національного гімну Норвегії.)
Рух ініціювали студенти данського і шведського університетів у 1840х роках, з центром у Сканії. Спочатку політичні верхи двох країн, включно з абсолютним монархом Кристіаном VIII і Карлом XIV, з недовірою ставилися до руху. Тому данська поліція тримала прибічників скандинавізму під пильним наглядом.
Ганс Крістіан Андерсен став прихильником руху після відвідування Швеції у 1837 році і пообіцяв собі написати вірш, який би продемонстрував зв'язок шведів, данців і норвежців. У липні 1839, під час візиту на острів Фюн, Андерсен вперше написав текст поезії Jeg er en Skandinav ("Я скандинав"), яка стала національним скандинавським гімном і в якій Андерсон спробував передати "красу північного духу, шлях, яким три сестринські нації йшли, зростаючи разом". Композитор Отто Ліндблад  поклав поезію на музику і композиція була опублікована у січні 1840 року. Вона набула піку своєї популярності в 1845 році, після чого рідко згадувалася.
Коли Оскар I став королем Швеції і Норвегії у 1844 році, відносини з Данією покращилися і рух почав здобувати підтримку ліберальних газет на кшталт Fædrelandet й Aftonbladet, які бачили в ньому можливість протистояти панівним у Європі консервативним силам. Під час війни між Данією і Пруссією у 1848 році,  Швеція (на той час у союзі з Норвегією) запропонувала підтримку норвезько-шведської експедиційної армії. Рух не зміг оговтатися після другої дансько-німецької війни за Шлезвіг,  коли шведський уряд відмовився долучитися до союзників проти зростаючої на континенті німецької сили.
У 1872 році містечко Даневирке у Новій Зеландії заснували данські, норвезькі і шведські поселенці. Вони назвали своє нове поселення на честь Даневирке, великої фортифікаційної лінії часів вікінгів, яка мала велике емоційне і символічне значення для данців 19-го століття і була захоплена німцями у 1864 році, і для чиєї оборони панскандинавський альянс так і не зміг об'єднатися.

## Політичний нордизм
Політичний нордизм виник з подачі Північної асоціації, яка почалася зі шведської ініціативи в 1919 році. Рух охоплює також Фінляндію, Ісландію, данські території Ґренландії і Фарерських островів й ідеологічно ґрунтується на скандинавському економічному співробітництві та інтеграції за підтримки Північної Ради. Рух визначається як "спільний націоналізм". Значення Північної ради почало зменшуватися після приєднання Данії до Європейського економічного співтовариства в 1973 році. Після того, як Швеція і Фінляндія вступили до Європейського Союзу (ЄС) у 1995 році, асоціація втратила колишнє значення. Хоча Норвегія на референдумах 1972 і 1994 років не підтримала вступ до ЄС, вона має низку договорів з ЄС та входить до Шенгенської зони, як і Ісландія.

## Поточний стан
Після Другої світової війни за десятиліття скандинавської інтеграції створено низку ініціатив і міжурядових органів, таких, як Скандинавський паспортний союз, Північна рада і Скандинавські авіалінії. Менше з тим, співпраця північних країн була підірвана під час холодної війни, оскільки Швеція і Фінляндія не були членами НАТО. Європейська інтеграція і вступ Швеції, Фінляндії і Данії в ЄС, без Норвегії та Ісландії, підірвали скандинавську інтеграцію.

## Скандинавістичні організації
- Північний рух опору